# Telecanal
Telecanal je chilská bezplatná televizní stanice vlastněná společností Albavisión. Začala vysílat 5. prosince 2005.